# Premjer-Liga 2017 (Kasachstan)
Die Premjer-Liga 2017 war die 26. Spielzeit der höchsten kasachischen Spielklasse im Fußball der Männer. Sie begann am 8. März und endete am 5. November. Der FK Astana konnte sich zum vierten Mal in Folge die Meisterschaft sichern.

## Modus
Das Format wurde in diesem Jahr geändert. Die zwölf Mannschaften spielten jeweils dreimal gegeneinander und alsolvierten dabei 33 Saisonspiele. Der Meister qualifizierte sich für die UEFA Champions League, der Zweite, Dritte und der Pokalsieger für die UEFA Europa League.
Die beiden letzten Vereine stiegen direkt ab, der Drittletzte musste in die Relegation.

## Vereine
| Verein                | Stadion                          | Kapazität |
| --------------------- | -------------------------------- | --------- |
| FK Qairat Almaty      | Zentralstadion Almaty            | 23.804    |
| FK Aqtöbe             | Zentralstadion Aqtöbe            | 13.105    |
| FK Astana             | Astana Arena                     | 30.000    |
| FK Atyrau             | Munaischy-Stadion                | 08.690    |
| Oqschetpes Kökschetau | Torpedo-Stadion                  | 10.000    |
| Aqschajyq Oral        | Pjotr-Atojan-Stadion             | 08.320    |
| Ertis Pawlodar        | Zentralstadion Pawlodar          | 15.000    |
| Schachtjor Qaraghandy | Schachtjor-Stadion               | 19.000    |
| Tobyl Qostanai        | Zentralstadion Qostanai          | 08.320    |
| Qaisar Qysylorda      | Gany Muratbajew-Stadion          | 07.000    |
| Ordabassy Schymkent   | Kaschimukan-Munaitpassow-Stadion | 20.000    |
| FK Taras              | Zentralstadion Taras             | 12.525    |

## Abschlusstabelle
| Pl. | Verein                | Sp. | S  | U  | N  | Tore    | Diff. | Punkte |
| --- | --------------------- | --- | -- | -- | -- | ------- | ----- | ------ |
| 1.  | FK Astana (M), (P)    | 33  | 25 | 4  | 4  | 074:210 | +53   | 79     |
| 2.  | FK Qairat Almaty      | 33  | 23 | 9  | 1  | 075:280 | +47   | 78     |
| 3.  | Ordabassy Schymkent 1 | 33  | 18 | 4  | 11 | 044:370 | +7    | 58     |
| 4.  | Ertis Pawlodar        | 33  | 12 | 12 | 9  | 035:320 | +3    | 48     |
| 5.  | Tobyl Qostanai        | 33  | 12 | 11 | 10 | 036:260 | +10   | 47     |
| 6.  | Qaisar Qysylorda (N)  | 33  | 11 | 9  | 13 | 030:360 | −6    | 42     |
| 7.  | Schachtjor Qaraghandy | 33  | 12 | 4  | 17 | 036:500 | −14   | 40     |
| 8.  | FK Atyrau 2           | 33  | 10 | 8  | 15 | 034:540 | −20   | 35     |
| 9.  | FK Aqtöbe             | 33  | 8  | 9  | 16 | 038:460 | −8    | 33     |
| 10. | Aqschajyq Oral        | 33  | 7  | 9  | 17 | 029:470 | −18   | 30     |
| 11. | FK Taras 3            | 33  | 8  | 8  | 17 | 029:500 | −21   | 26     |
| 12. | Oqschetpes Kökschetau | 33  | 7  | 3  | 23 | 028:610 | −33   | 24     |

Platzierungskriterien: 1. Punkte – 2. Siege – 3. Direkter Vergleich (Punkte, Tordifferenz, geschossene Tore) – 4. Tordifferenz – 5. geschossene Tore
| (M) | amtierender Meister                |
| (P) | amtierender Pokal-Sieger 2016      |
| (N) | Neuaufsteiger der Ersten Liga 2016 |

### Kreuztabelle
Die Kreuztabelle stellt die Ergebnisse dieser Saison dar. Die Heimmannschaft ist in der linken Spalte, die Gastmannschaft in der oberen Zeile aufgelistet.
| Spiele 1–22           | FK Astana | FK Qairat Almaty | Ordabassy Schymkent | Ertis Pawlodar | Tobyl Qostanai | Qaisar Qysylorda | Schachtjor Qaraghandy | FK Atyrau | FK Aqtöbe | Aqschajyq Oral | FK Taras | Oqschetpes Kökschetau |
| --------------------- | --------- | ---------------- | ------------------- | -------------- | -------------- | ---------------- | --------------------- | --------- | --------- | -------------- | -------- | --------------------- |
| FK Astana             |           | 1:1              | 1:0                 | 2:0            | 2:0            | 2:0              | 4:1                   | 4:0       | 3:0       | 3:1            | 4:0      | 3:0                   |
| FK Qairat Almaty      | 3:0       |                  | 3:0                 | 1:1            | 2:0            | 1:1              | 4:1                   | 1:1       | 1:0       | 4:1            | 4:0      | 2:2                   |
| Ordabassy Schymkent   | 3:0       | 0:2              |                     | 0:1            | 1:2            | 1:0              | 1:0                   | 1:1       | 2:1       | 3:0            | 3:0      | 2:1                   |
| Ertis Pawlodar        | 1:1       | 3:3              | 0:1                 |                | 0:1            | 1:0              | 1:2                   | 1:1       | 1:3       | 2:1            | 5:2      | 0:0                   |
| Tobyl Qostanai        | 1:1       | 2:2              | 1:0                 | 0:0            |                | 0:0              | 1:2                   | 3:0       | 0:0       | 2:0            | 1:0      | 5:1                   |
| Qaisar Qysylorda      | 0:3       | 1:2              | 0:1                 | 1:1            | 0:0            |                  | 2:1                   | 2:0       | 3:2       | 0:0            | 2:1      | 1:0                   |
| Schachtjor Qaraghandy | 1:2       | 1:4              | 1:2                 | 0:1            | 1:1            | 0:1              |                       | 2:0       | 0:2       | 1:0            | 0:1      | 1:0                   |
| FK Atyrau             | 0:1       | 2:1              | 2:2                 | 0:1            | 1:0            | 1:0              | 3:3                   |           | 2:0       | 2:0            | 1:3      | 2:1                   |
| FK Aqtöbe             | 2:4       | 1:2              | 0:1                 | 1:2            | 1:3            | 1:1              | 0:1                   | 1:0       |           | 1:1            | 1:1      | 3:0                   |
| Aqschajyq Oral        | 0:2       | 0:1              | 1:2                 | 0:1            | 1:0            | 1:0              | 3:1                   | 2:2       | 2:2       |                | 2:2      | 1:1                   |
| FK Taras              | 0:1       | 0:0              | 2:1                 | 2:0            | 1:0            | 2:1              | 0:0                   | 1:2       | 1:1       | 0:0            |          | 0:1                   |
| Oqschetpes Kökschetau | 0:3       | 2:3              | 1:2                 | 0:2            | 1:0            | 3:1              | 0:2                   | 1:0       | 2:1       | 2:1            | 0:1      |                       |

| Spiele 23–33          | FK Astana | FK Qairat Almaty | Ordabassy Schymkent | Ertis Pawlodar | Tobyl Qostanai | Qaisar Qysylorda | Schachtjor Qaraghandy | FK Atyrau | FK Aqtöbe | Aqschajyq Oral | FK Taras | Oqschetpes Kökschetau |
| --------------------- | --------- | ---------------- | ------------------- | -------------- | -------------- | ---------------- | --------------------- | --------- | --------- | -------------- | -------- | --------------------- |
| FK Astana             |           | 0:2              | –                   | 2:1            | –              | –                | –                     | 7:0       | –         | 2:0            | 2:0      | 4:0                   |
| FK Qairat Almaty      | –         |                  | 5:1                 | –              | 2:0            | 3:1              | 3:1                   | –         | 3:2       | 2:1            | –        | –                     |
| Ordabassy Schymkent   | 2:1       | –                |                     | 1:2            | –              | –                | –                     | 2:0       | –         | 3:2            | 1:0      | 3:2                   |
| Ertis Pawlodar        | –         | 1:1              | –                   |                | 1:2            | 0:0              | 1:0                   | –         | 1:1       | 0:1            | –        | –                     |
| Tobyl Qostanai        | 1:1       | –                | 0:0                 | –              |                | –                | –                     | 2:0       | –         | 2:0            | 1:1      | 4:1                   |
| Qaisar Qysylorda      | 1:4       | –                | 1:1                 | –              | 1:0            |                  | –                     | 4:1       | –         | –              | –        | 2:1                   |
| Schachtjor Qaraghandy | 0:1       | –                | 2:1                 | –              | 1:1            | 2:1              |                       | –         | –         | –              | –        | 2:1                   |
| FK Atyrau             | –         | 0:1              | –                   | 0:0            | –              | –                | 3:1                   |           | 2:2       | –              | 3:2      | –                     |
| FK Aqtöbe             | 0:3       | –                | 2:0                 | –              | 1:0            | 0:1              | 2:0                   | –         |           | –              | –        | –                     |
| Aqschajyq Oral        | –         | –                | –                   | –              | –              | 0:0              | 1:2                   | 1:0       | 2:2       |                | –        | 2:0                   |
| FK Taras              | –         | 1:5              | –                   | 1:1            | –              | 0:1              | 2:3                   | –         | 1:0       | 0:1            |          | –                     |
| Oqschetpes Kökschetau | –         | 0:1              | –                   | 1:2            | –              | –                | –                     | 1:2       | 0:2       | –              | 2:1      |                       |

### Relegation
Der Zehntplatzierte bestreitet nach Abschluss der regulären Saison am 9. November 2017 ein Relegationsspiel gegen den Drittplatzierten der 1. Liga.
| Datum                |                | Ergebnis  |               | Tore                                                                                         |
| -------------------- | -------------- | --------- | ------------- | -------------------------------------------------------------------------------------------- |
| 9.11.2017, 12:00 Uhr | Aqschajyq Oral | 2:1 (1:1) | FK Machtaaral | 0:1 Samit Tschulagow (35.) 1:1 Kostjantin Dudtschenko (45.) 2:1 Kostjantin Dudtschenko (86.) |

## Torschützenliste
| Pl. | Name                 | Team                  | Tore |
| --- | -------------------- | --------------------- | ---- |
| 01. | Gerard Gohou         | FK Qairat Almaty      | 24   |
| 02. | Junior Kabananga     | FK Astana             | 19   |
| 03. | Patrick Twumasi      | FK Astana             | 13   |
| 04. | Bauyrschan Islamchan | FK Qairat Almaty      | 11   |
| 05. | Alexei Schjotkin     | Tobol Qostanai        | 10   |
| 05. | Milan Stojanović     | Schachtjor Qaraghandy | 10   |
| 07. | Tanat Nusserbajew    | Ordabassy Schymkent   | 9    |
| 07. | Ihar Sjankowitsch    | FK Aqtöbe             | 9    |
| 09. | Srđan Grahovac       | FK Astana             | 8    |
| 09. | Isael                | FK Qairat Almaty      | 8    |
| 09. | Baqtijar Sainutdinow | FK Taras              | 8    |